# الغربية (إقليم سيدي بنور)
الغربية هي جماعة قروية مغربية غرب المغرب. تنتمي الغربية لإقليم سيدي بنور. تضم هذه القرية 23.074 نسمة (إحصاء 2004).